# Свидно (Логойський район)
Свидно — (біл. вёска Свідна), село (веска) в складі Логойського району розташоване в Мінській області Білорусі, підпорядковане Знаменівській сільській раді.
Село Свидно розташоване в центральних районах Білорусі, в північній частині Мінської області - орієнтовне розташування [Архівовано 25 серпня 2011 у WebCite].